# 小里貞利
小里貞利（1930年8月17日—2016年12月14日）是日本政治家，自由民主黨宏池會（加藤派→小里派→谷垣派）前會長。曾任眾議院議員（9屆），自由民主黨總務會長、自由民主黨國會對策委員長、勞動大臣、北海道開發廳長官、沖繩開發廳長官、總務廳長官、阪神淡路大震災復興對策担当大臣、鹿兒島縣議會議員（6屆）。

## 經歷
從政前曾任鹿兒島縣青年團團長。1959年起當選6屆鹿兒島縣議會議員，1975年起當選議長。1979年起當選9屆眾議院議員。1990年12月任勞動大臣，1993年8月任自由民主黨國會對策委員長，1994年6月任北海道開發廳長官、沖繩開發廳長官，1995年1月任阪神淡路大震災復興對策担当大臣，1997年9月任總務廳長官。
由於他對整備新幹線的建設投入較大心血，因此又被稱為「新幹線先生」。2016年12月14日因肝功能衰竭去世，享年86歲。